# 洛凯河
洛凯河（法語：Lauquet，法語發音：[lokɛ]）是法国奥克西塔尼大区奥德省的河流，是奥德河的右支流，长36.6千米。